# Красни Брод
Красни Брод (слч. Krásny Brod) насељено је мјесто са административним статусом сеоске општине (слч. obec) у округу Медзилаборце, у Прешовском крају, Словачка Република.

## Становништво
| Година:    | 1994. | 2004.   | 2014.    | 2024.   |
| ---------- | ----- | ------- | -------- | ------- |
| Број људи: | 414   | 416     | 466      | 442     |
| Разлика:   |       | +0,48 % | +12,01 % | -5,15 % |

| Година:    | 2023. | 2024.   |
| ---------- | ----- | ------- |
| Број људи: | 446   | 442     |
| Разлика:   |       | -0,89 % |

Према подацима о броју становника из 2024. године насеље је имало 442 становника.